# Elbkaihaus

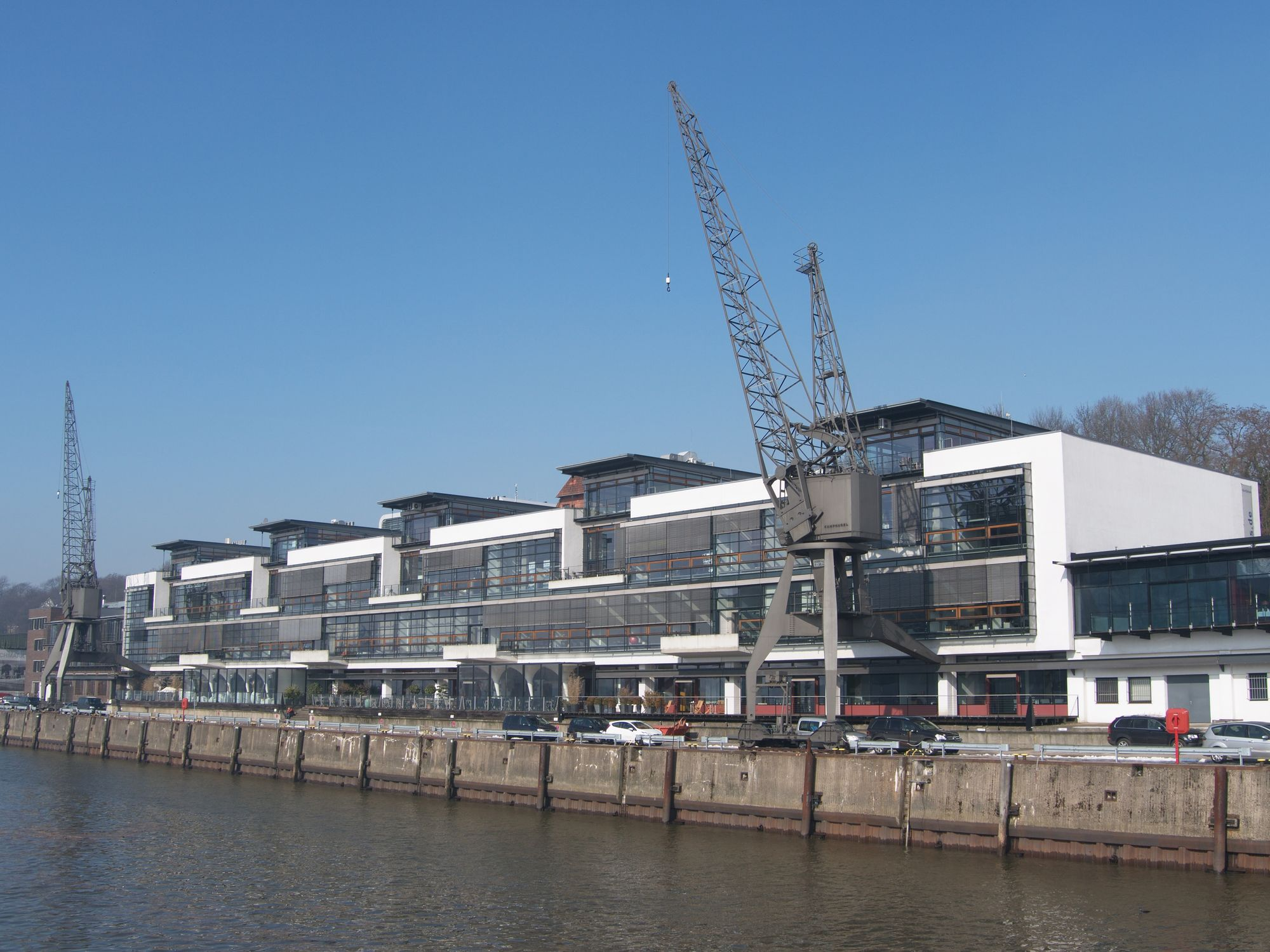
Das Elbkaihaus

Das Elbkaihaus ist ein Bürogebäude in Hamburg-Altona-Altstadt.

## Beschreibung und Geschichte
Das Gebäude befindet sich an der Großen Elbstraße 143–145 am Ufer der Norderelbe im Hamburger Hafen unweit des Docklands.
Das heute als Bürogebäude genutzte Bauwerk war ursprünglich ein in den 1960er Jahren erbautes Fischkühlhaus, dessen Obergeschosse an Überzügen abgehängt waren, die optisch in der Dachfläche verschwanden. Diese Konstruktion war notwendig, da die wasserseitigen Stützen nur das Gewicht der Halbportalkräne tragen konnten.
Die Planungen für einen Umbau des Gebäudes erstellten die Architekten Gerkan, Marg und Partner. Der Umbau selbst erfolgte von 1998 bis 1999. Dabei wurden die bestehenden Überzüge freigelegt und als Stirnwände in die neuen Dachaufbauten eingearbeitet; die schalungsrauen Stahlbetonstützen im Innern des Gebäudes erhielten einen lasierenden Anstrich. Die wasserseitigen Ladeplattformen blieben erhalten, das Gebäude erhielt jedoch eine neue Glasfassade.